# 中西勝己
中西 勝己（なかにし かつみ、本名：中西 勝彦（なかにし かつひこ）、1935年4月6日 - 2009年3月29日）は、大阪府大阪市出身のプロ野球選手（投手）・コーチ。
コーチ時代には「邦之」（くにゆき）と登録名を改名していた時期がある。

## 経歴

### プロ入りまで
市岡高校では本格派右腕として知られ、3年次の1953年には春季近畿大会準決勝に進むが、片岡宏雄のいた浪華商に敗れる。同年夏の甲子園府予選でも準々決勝で岸和田高の西原恭治らと投げ合い、日没引き分け再試合の末に敗退、甲子園には出場できなかった。
卒業後は1954年に関西大学へ進学し、1年上の法元英明と共に投手陣を支える。関西六大学野球リーグでは優勝に届かなかったが、2年次の1955年秋季リーグまでに通算23試合登板、10勝3敗を記録。大学1年上には法元の他に平井嘉明、同期に難波昭二郎がいた。

### 現役時代
1956年に大学を中退し、毎日オリオンズへ入団。同年は開幕第5戦で先発に抜擢され、高橋ユニオンズから初完封勝利を挙げる。同年は8勝ながら5度の完封勝利を記録している。
1957年は小野正一に次ぐ29試合に先発し、自身初の2桁となる13勝を記録。
1959年にも12勝、1960年には自己最高の16勝を挙げ、初の規定投球回（リーグ3位、防御率2.13）にも達する。チーム10年ぶり2度目のリーグ制覇に貢献。大洋との日本シリーズでは第1戦に先発、完投するが0-1で惜敗。第3戦では同点の9回に登板するが、近藤昭仁に決勝本塁打を喫する。第4戦では7回からリリーフに立ち、以降を無失点に抑えるが、この試合も0-1で敗れ、日本一はならなかった。
1965年限りで引退。

### 現役引退後
引退後は東京→ロッテで一軍投手コーチ（1966年）・スカウト・二軍投手コーチ（1971年 - 1973年）、近鉄で二軍投手コーチ（1974年 - 1981年, 1984年 - 1985年）・一軍投手コーチ（1982年 - 1983年）、南海→ダイエーで一軍投手コーチ（1986年 - 1990年）を務めた。最終年のダイエーではチーム不振で開幕後に休養となり、そのままコーチ業を終えることになった。
2009年3月29日22時5分、胃がんのため死去。73歳没。

## 詳細情報

### 年度別投手成績
| 年 度     | 球 団          | 登 板 | 先 発 | 完 投 | 完 封 | 無 四 球 | 勝 利 | 敗 戦 | セ 丨 ブ | ホ 丨 ル ド | 勝 率 | 打 者 | 投 球 回 | 被 安 打 | 被 本 塁 打 | 与 四 球 | 敬 遠 | 与 死 球 | 奪 三 振 | 暴 投 | ボ 丨 ク | 失 点 | 自 責 点 | 防 御 率 | W H I P |
| --------- | -------------- | ----- | ----- | ----- | ----- | -------- | ----- | ----- | -------- | ----------- | ----- | ----- | -------- | -------- | ----------- | -------- | ----- | -------- | -------- | ----- | -------- | ----- | -------- | -------- | ------- |
| 1956      | 毎日 大毎 東京 | 40    | 27    | 5     | 5     | 0        | 8     | 11    | --       | --          | .421  | 709   | 167.2    | 119      | 3           | 90       | 2     | 3        | 107      | 6     | 0        | 59    | 39       | 2.09     | 1.25    |
| 1957      | 毎日 大毎 東京 | 36    | 29    | 7     | 1     | 1        | 13    | 4     | --       | --          | .765  | 751   | 183.2    | 157      | 7           | 55       | 1     | 4        | 102      | 4     | 0        | 61    | 39       | 1.91     | 1.15    |
| 1958      | 毎日 大毎 東京 | 33    | 17    | 2     | 2     | 1        | 5     | 10    | --       | --          | .333  | 426   | 102.0    | 86       | 6           | 31       | 0     | 9        | 59       | 3     | 0        | 49    | 40       | 3.53     | 1.15    |
| 1959      | 毎日 大毎 東京 | 36    | 21    | 3     | 1     | 1        | 12    | 6     | --       | --          | .667  | 525   | 129.1    | 105      | 4           | 35       | 2     | 7        | 68       | 2     | 0        | 49    | 40       | 2.77     | 1.08    |
| 1960      | 毎日 大毎 東京 | 40    | 29    | 11    | 3     | 2        | 16    | 10    | --       | --          | .615  | 838   | 214.2    | 166      | 11          | 40       | 1     | 4        | 120      | 2     | 0        | 62    | 51       | 2.13     | 0.96    |
| 1961      | 毎日 大毎 東京 | 28    | 17    | 3     | 1     | 1        | 6     | 5     | --       | --          | .545  | 508   | 120.1    | 127      | 13          | 33       | 2     | 6        | 46       | 2     | 0        | 55    | 47       | 3.50     | 1.33    |
| 1962      | 毎日 大毎 東京 | 25    | 9     | 1     | 0     | 0        | 1     | 6     | --       | --          | .143  | 342   | 75.2     | 91       | 3           | 31       | 2     | 4        | 30       | 2     | 0        | 54    | 47       | 5.57     | 1.63    |
| 1963      | 毎日 大毎 東京 | 30    | 19    | 7     | 0     | 0        | 6     | 8     | --       | --          | .429  | 569   | 140.0    | 118      | 5           | 37       | 1     | 8        | 70       | 0     | 0        | 52    | 46       | 2.96     | 1.11    |
| 1964      | 毎日 大毎 東京 | 32    | 13    | 3     | 1     | 1        | 5     | 9     | --       | --          | .357  | 488   | 114.2    | 104      | 9           | 50       | 4     | 4        | 62       | 1     | 0        | 51    | 41       | 3.21     | 1.34    |
| 1965      | 毎日 大毎 東京 | 7     | 2     | 0     | 0     | 0        | 0     | 1     | --       | --          | .000  | 47    | 9.2      | 14       | 1           | 4        | 1     | 0        | 6        | 1     | 0        | 6     | 5        | 4.50     | 1.86    |
| 通算:10年 | 通算:10年      | 307   | 183   | 42    | 14    | 7        | 72    | 70    | --       | --          | .507  | 5203  | 1257.2   | 1087     | 62          | 406      | 16    | 49       | 670      | 23    | 0        | 498   | 395      | 2.83     | 1.19    |

- 各年度の太字はリーグ最高
- 毎日（毎日オリオンズ）は、1958年に大毎（毎日大映オリオンズ）に、1964年に東京（東京オリオンズ）に球団名を変更

### 記録
- オールスターゲーム出場：1回 （1960年）

### 背番号
- 12 （1956年 - 1958年）
- 17 （1959年 - 1965年）
- 50 （1966年）
- 58 （1971年 - 1972年）
- 84 （1973年）
- 60 （1974年 - 1985年）
- 73 （1986年 - 1988年）
- 83 （1989年 - 1990年）

### 登録名
- 中西 勝己（なかにし かつみ、1956年 - 1966年）
- 中西 邦之（なかにし くにゆき、1971年 - 1990年）